# Setophaga occidentalis
Setophaga occidentalis е вид птица от семейство Певачови.